# Ivan Čerezov
Ivan Jur'evič Čerezov (in russo Иван Юрьевич Черезов?; Iževsk, 18 novembre 1980) è un ex biatleta russo, campione del mondo nella staffetta mista a Hochfilzen/Chanty-Mansijsk 2005 e nella staffetta ad Anterselva 2007 e a Östersund 2008.

## Biografia

### Stagioni 2000-2007
Attivo dalla stagione 1999-2000, Ivan Čerezov ha vinto la medaglia d'argento nella staffetta ai Mondiali juniores di Hochfilzen 2000; in Coppa del Mondo ha esordito il 4 dicembre 2003 a Kontiolahti in sprint (22º) e ha ottenuto il primo podio il 19 dicembre 2004 a Östersund in partenza in linea (3º) e ai successivi Mondiali di Hochfilzen/Chanty-Mansijsk 2005, suo esordio iridato, ha vinto la medaglia d'oro nella staffetta mista e si è classificato 59º nell'individuale e 26º nella partenza in linea.
Ai XX Giochi olimpici invernali di Torino 2006, suo esordio olimpico, ha conquistato la medaglia d'argento nella staffetta e si è piazzato 8º nell'individuale, 5º nella sprint e 15º nell'inseguimento; nella stessa stagione ai Mondiali di Pokljuka 2006 è stato 16º nella staffetta mista, mentre in quella successiva ha conquistato la prima vittoria in Coppa del Mondo, il 10 dicembre 2006 a Hochfilzen in staffetta, ha ha preso parte ai Mondiali di Anterselva 2007, dove ha vinto la medaglia d'oro nella staffetta e si è classificato 6º nell'individuale, 22º nella sprint, 9º nell'inseguimento e 16º nella partenza in linea, e in Coppa del Mondo ha chiuso al 3º posto nelle graduatorie di individuale e di inseguimento.

### Stagioni 2008-2016
Anche ai Mondiali di Östersund 2008 ha vinto la medaglia d'oro nella staffetta; si è inoltre piazzato 18º nell'individuale, 4º nella sprint, 8º nell'inseguimento e 8º nella partenza in linea. Nel gennaio del 2009 l'organismo antidoping dell'IBU ha sospeso Čerezov per cinque giorni, a causa del tasso di emoglobina superiore ai limiti consentiti, ma non ha impartito una squalifica poiché agli esami successivi i valori erano rientrati nei termini previsti dalla normativa; ai Mondiali di Pyeongchang 2009 ha vinto la medaglia di bronzo nella partenza in linea ed è stato 7º nell'individuale, 38º nella sprint, 26º nell'inseguimento, 6º nella staffetta e 5º nella staffetta mista e in quella stagione 2008-2009 è stato 2º nella Coppa del Mondo di individuale.

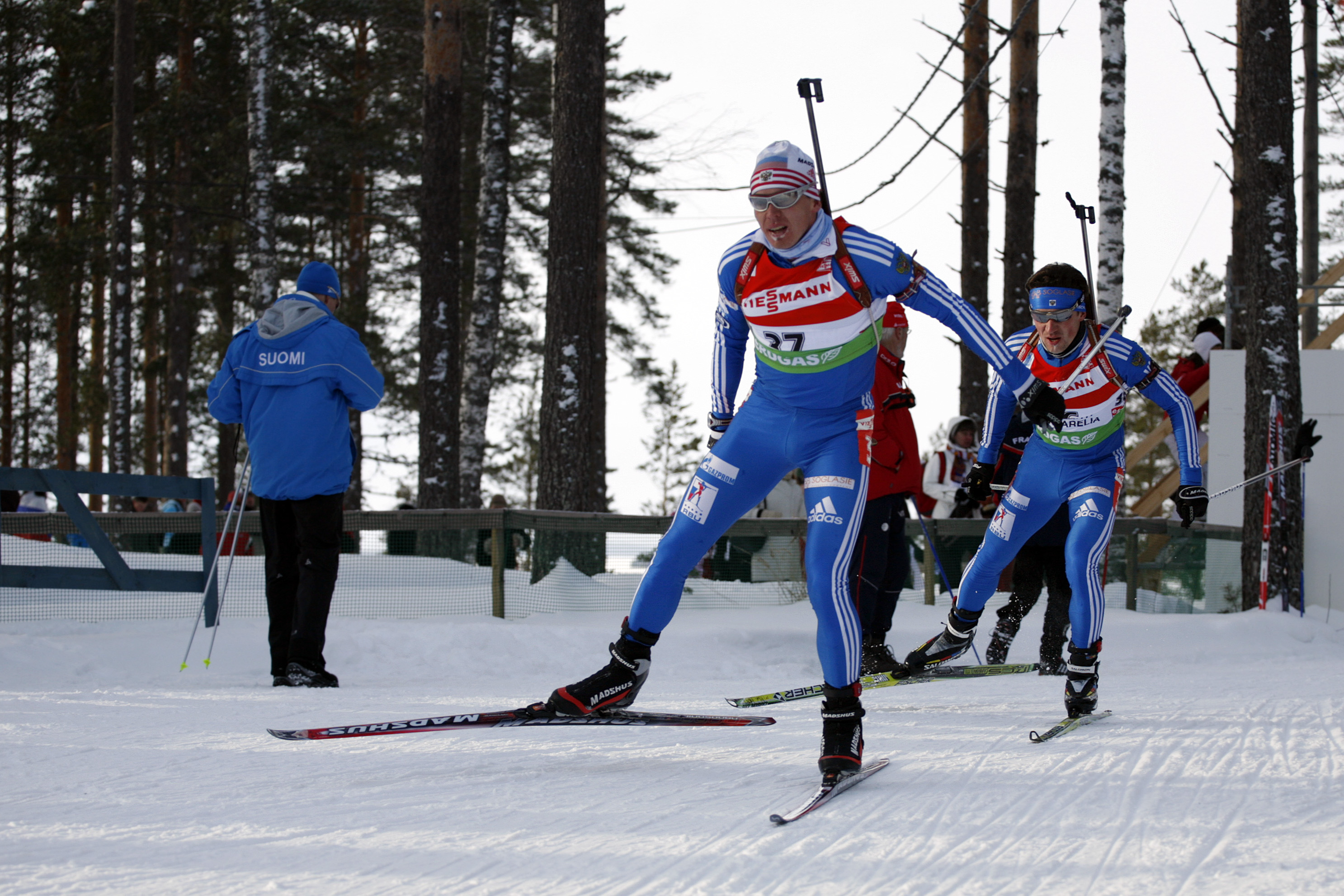
Ivan Čerezov in gara a Kontiolahti nel 2010

Ai XXI Giochi olimpici invernali di Vancouver 2010, sua ultima presenza olimpica, si è classificato 14º nell'individuale, 10º nella sprint, 6º nell'inseguimento e 5º nella partenza in linea, mentre nella staffetta la squadra russa, alla quale inizialmente era stata assegnata la medaglia di bronzo, è stata in seguito squalificata. Nella stessa stagione ai Mondiali di Chanty-Mansijsk 2010 si è piazzato 4º nella staffetta mista e in Coppa del Mondo, dopo aver tra l'altro conquistato l'ultima vittoria nel circuito (il 26 marzo a Chanty-Mansijsk in sprint), è stato 3º nella classifica generale e in quella di inseguimento e 2º in quella di sprint.
Il 6 febbraio 2011 ha ottenuto a Presque Isle in inseguimento l'ultimo podio in Coppa del Mondo (2º) e ai successivi Mondiali di Chanty-Mansijsk 2011, sua ultima presenza iridata, si è classificato 21º nell'individuale, 19º nella sprint, 17º nell'inseguimento, 4º nella partenza in linea mentre nella staffetta (nella quale inizialmente aveva ricevuto la medaglia d'argento) e nella staffetta mista la squadra russa è stata squalificata; si è ritirato durante la stagione 2015-2016 e la sua ultima gara è stata l'individuale di Coppa del Mondo disputata il 13 gennaio a Ruhpolding, chiusa da Čerezov al 57º posto.

## Palmarès

### Olimpiadi
- 1 medaglia:
  - 1 argento (staffetta[1] a Torino 2006)

### Mondiali
- 4 medaglie:
  - 3 ori (staffetta mista a Hochfilzen/Chanty-Mansijsk 2005; staffetta[1] ad Anterselva 2007; staffetta[1] ad Östersund 2008)
  - 1 bronzo (partenza in linea[1] a Pyeongchang 2009)

### Mondiali juniores
- 1 medaglia:
  - 1 argento (staffetta a Hochfilzen 2000)

### Europei
- 1 medaglia:
  - 1 argento (staffetta a Forni Avoltri 2003)

### Universiadi
- 2 medaglie[5]:
  - 1 oro (staffetta a Tarvisio 2003)
  - 1 argento (staffetta a Zakopane 2002)

### Coppa del Mondo
- Miglior piazzamento in classifica generale: 3º nel 2010
- 33 podi (19 individuali, 14 a squadre), oltre a quelli ottenuti in sede olimpica e iridata e validi anche ai fini della Coppa del Mondo:
  - 10 vittorie (7 individuali, 3 a squadre)
  - 12 secondi posti (3 individuali, 9 a squadre)
  - 11 terzi posti (9 individuali, 2 a squadre)

#### Coppa del Mondo - vittorie
| Data             | Località          | Nazione   | Spec.                                                      |
| ---------------- | ----------------- | --------- | ---------------------------------------------------------- |
| 10 dicembre 2006 | Hochfilzen        | Austria   | RL (con Dmitrij Jarošenko, Maksim Čudov e Sergej Rožkov)   |
| 4 gennaio 2007   | Oberhof           | Germania  | RL (con Maksim Čudov, Dmitrij Jarošenko e Nikolaj Kruglov) |
| 18 marzo 2007    | Chanty-Mansijsk   | Russia    | MS                                                         |
| 2 dicembre 2007  | Kontiolahti       | Finlandia | PU                                                         |
| 15 marzo 2008    | Oslo Holmenkollen | Norvegia  | PU                                                         |
| 14 dicembre 2008 | Hochfilzen        | Austria   | RL (con Maksim Čudov, Maksim Maksimov e Nikolaj Kruglov)   |
| 19 dicembre 2009 | Pokljuka          | Slovenia  | SP                                                         |
| 13 marzo 2010    | Kontiolahti       | Finlandia | SP                                                         |
| 21 marzo 2010    | Oslo Holmenkollen | Norvegia  | MS                                                         |
| 26 marzo 2010    | Chanty-Mansijsk   | Russia    | SP                                                         |

Legenda:

SP = sprint

PU = inseguimento

MS = partenza in linea

RL = staffetta